# Sovjetska lakota 1932–1933
Sovjetska lakota v letih 1932–1933 je bila lakota na glavnih žitnih območjih Sovjetske zveze, vključno z Ukrajino, Severnim Kavkazom, Volgo, Kazahstanom, Južnim Uralom in Zahodno Sibirijo. Po ocenah je življenje izgubilo približno 5,7 do 8,7 milijona ljudi. Josif Stalin in drugi člani partije so ukazali, da je treba kulake »likvidirati kot razred«, zato so postali tarča države. Bogatejši kmetje, ki so imeli v lasti zemljo, so bili označeni za kulake, boljševiki pa so jih prikazali kot razredne sovražnike, kar je doseglo vrhunec v sovjetski kampanji politične represije, vključno z aretacijami, deportacijami in usmrtitvami velikega števila premožnejših kmetov in njihovih družin v letih 1929-1932.
Glavni dejavniki, ki so prispevali k lakoti, so bili prisilna kolektivizacija kmetijstva v Sovjetski zvezi v okviru prve petletke, prisilna nabava žita v kombinaciji s hitro industrializacijo, zmanjševanje števila zaposlenih v kmetijstvu in več hudih suš. Nekateri raziskovalci so lakoto v Ukrajini in Kazahstanu označili za genocid, ki ga je zagrešila Stalinova vlada in je bil usmerjen proti etničnim Ukrajincem in Kazahom, medtem ko drugi oporekajo pomembnosti kakršne koli etnične motivacije, kot se pogosto omenja v tem izrazu, in se osredotočajo na razredno dinamiko med kmeti, ki so bili lastniki zemlje (kulaki) in so imeli močan politični interes za zasebno lastnino, ter temeljnimi načeli vladajoče sovjetske komunistične stranke, ki so bila diametralno nasprotna tem interesom. Gareth Jones je bil prvi zahodni novinar, ki je poročal o opustošenju.

## Vzroki
Za razliko od prejšnje ruske lakote v letih 1921-1922, pa občasna suša v ZSSR na prizadetih območjih v tem času ni bila huda.
Zgodovinar Mark B. Tauger z Univerze v Zahodni Virginiji meni, da je lakoto povzročila vrsta dejavnikov, predvsem nizka letina zaradi naravnih nesreč v kombinaciji s povečanim povpraševanjem po hrani zaradi industrializacije in urbanizacije ter časovnega izvoza žita v Sovjetsko zvezo. Industrializacija je postala začetni mehanizem za lakoto. Prvi Stalinov petletni načrt, ki ga je partija sprejela leta 1928, je zahteval hitro industrializacijo gospodarstva s poudarkom na težki industriji. Z večino naložb v težko industrijo je prišlo do razširjenega pomanjkanja potrošniškega blaga, hkrati pa se je povečala tudi mestna delovna sila. Istočasno izvedena kolektivizacija naj bi izboljšala kmetijsko produktivnost in proizvedla dovolj velike zaloge žita, da bi nahranili rastočo mestno delovno silo. Pričakovani presežek je bil za plačilo industrializacije. Kulaki, ki so bili najbogatejši kmetje, so naleteli na posebno sovražnost Stalinovega totalitarnega režima. Približno milijon družin Kulakov (približno pet milijonov ljudi) je bilo deportiranih in se od takrat naprej nikoli več ni nič izvedelo o njih. Prisilna kolektivizacija preostalih kmetov je bila pogosto predmet ostrega boja, kar je povzročilo katastrofalne težave kmetijske produktivnosti. Prisilna kolektivizacija je pomagala doseči Stalinov cilj hitre industrializacije, vendar pa je pri tem vodila tudi h katastrofalni lakoti v letih 1932-1933.
Podobno stališče je zastopal Stephen Wheatcroft, ki je večjo odgovornost za povzročitev lakote pripisal slabo načrtovani politiki sovjetske vlade in poudaril, da čeprav politika ni bila usmerjena posebej proti Ukrajini, je bila Ukrajina tista, ki je najbolj utrpela demografski razlogi."
Lewis H. Siegelbaum, profesor zgodovine na državni univerzi Michigan, pravi, da so Ukrajino še posebej prizadele žitne kvote, ki so bile določene na ravni, ki je večina kmetij ne more pridelati. Letina leta 1933 je bila slaba, skupaj z izjemno visokimi kvotami, kar je povzročilo lakoto. Za pomanjkanje so krivili sabotažo kulakov, oblasti pa so razdelile zaloge, ki so bile na voljo le v mestnih območjih. Ocene števila smrtnih žrtev, ki so v Ukrajini umrli zaradi lakote, se gibljejo do 5 milijonov ljudi.
Veliko zgodovinarjev tudi domneva, da je Stalin namerno ukazal uvesti lakoto v Ukrajini, da bi s tem iztradal ljudstvo, zaradi bojazni pred političnimi nasprotniki. Vendar pa Stephen Kothin piše, da čeprav je Stalinova odgovornost za nastanek lakote velika, pa ni nobenih dokazov, da bi Stalin namerno ukazal uvesti lakoto za iztradanje Ukrajincev.

## Odlok o varstvu socialistične lastnine
»Odlok o varstvu socialistične lastnine« - ki so ga kmetje poimenovali Zakon o ušesih - je bil sprejet 7. avgusta 1932. Namen zakona je bil zaščititi lastništvo kolektivnih kmetij. Odlok je dobil vzdevek zakon klasja, ker je ljudem omogočal sojenje zaradi trošenja ostankov pšenice s polj. Po tem zakonu je bilo zaprtih več kot 200.000 ljudi.

## Migracije
Zaradi lakote je prišlo do velikega vala migracij, čeprav so se oblasti odzvale z uvedbo zahteve po potnih listih za potovanje med republikami in prepovedjo potovanja z vlakom.
Sovjetske notranje potne liste (osebne izkaznice) so sovjetske oblasti uvedle 27. decembra 1932, da bi se soočile z množičnim izseljevanjem kmetov s podeželja. Ljudje, ki niso imeli takšnega dokumenta, niso mogli zapustiti svojih domov zaradi kazni upravnih sankcij, kot npr. deportacija v Gulag (sovjetska koncentracijska taborišča). Podeželsko prebivalstvo ni imelo pravice do potnih listov in zato ni moglo brez dovoljenja zapustiti svoje vasi. Pristojnost za izdajo potnih listov je ostala v rokah vodje kolhoza, osebne dokumente pa je hranila uprava kolektivne kmetije. Ta ukrep je ostal v veljavi vse do leta 1974. 
Pomanjkanje potnih listov kmetom ni moglo popolnoma preprečiti odhoda s podeželja, vendar je le majhen odstotek tistih, ki so se nezakonito prijavili v mestu, lahko izboljšal svojo usodo. Ker niso mogli najti dela ali morebiti kupiti ali prositi za kruh, so kmetje umirali na ulicah Harkova, Kijeva, Dnjepropetrovska, Poltave, Vinice in drugih večjih mest Ukrajine.

## Kanibalizem
Med lakoto v Ukrajini in v Kazahstanu so bili objavljeni dokumenti, ki dokazujejo o razširjenem kanibalizmu. Nekateri stradajoči v Kazahstanu so se sprevrgli v kanibalizem, ko so zauživali ostanke trupel do tega, da so se lačni med seboj aktivno ubijali, da bi se nahranili.
Ena od prič je dejala: "Za preživetje je bil potreben tudi fizični boj. Zdravnica je junija 1933 pisala prijateljici, da še ni postala kanibalka, ampak da ni prepričana, da ne bo to postala, ko bo njeno pismo prispelo do nje. Tisti, ki nikakor niso uspeli priti do hrane, so od lakote umrli. Tisti, ki so drugim dajali hrano, so umrli. Tisti, ki niso hoteli jesti trupel, so umrli. Tisti, ki niso hoteli ubiti sočloveka, so umrli. Starši, ki so se uprli kanibalizmu, so umrli, preden so njihovi otroci to postali." Sovjetski režim je tiskal plakate, ki so izjavljali: "Jesti lastne otroke je barbarsko dejanje."

## Odzivi
Lakota v letih 1932–1933 je bila uradno zanikanja in komunisti so jo prikrivali, zato je bil kakršen koli diskurz o tem vse do perestrojke označen kot zločinska »protisovjetska propaganda«. Rezultati popisa leta 1937 so bili tajni, saj so razkrili demografske izgube, ki jih je mogoče pripisati lakoti. 
Nekateri znani novinarji, predvsem Walter Duranty iz New York Timesa, so omalovaževali lakoto in število smrtnih žrtev zaradi nje. Leta 1932 je prejel Pulitzerjevo nagrado za dopisovanje za svoje poročanje o prvem petletnem načrtu Sovjetske zveze in je veljal za najbolj strokovnega zahodnega novinarja, ki je poročal o lakoti. V članku "Rusi lačni, a ne stradajoči" se je odzval na poročilo o lakoti v Ukrajini in, čeprav je priznal, da je na nekaterih območjih Sovjetske zveze zelo razširjena podhranjenost, vključno z deli Severnega Kavkaza in spodnje Volge, se na splošno ni strinjal z obsegom stradanja in je namesto tega trdil, da ni bilo lakote. Durantyjevo poročanje je neposredno vodilo do tega, da je ameriški predsednik Franklin D. Roosevelt leta 1933 uradno priznal Sovjetsko zvezo in preklical uradno priznanje Združenih držav neodvisne Ukrajine. Podobno stališče je zavzel francoski premier Edouard Herriot, ki je med počitnicami v Sovjetski zvezi obiskal ozemlje Ukrajine. Drugi zahodni novinarji so takrat poročali o lakoti, vključno z Malcolmom Muggeridgeom in Garethom Jonesom.
Mihail Gorbačov je kot otrok doživel sovjetsko lakoto v Stavropolskem, kraju v Rusiji. V svojih spominih se je spomnil, da je "V tistem strašnem letu [leta 1933] skoraj polovica prebivalstva moje rojstne vasi Privolnoye umrla od lakote, vključno z dvema sestrama in enim bratom mojega očeta." To je trdil [  koga?] da so Živalsko farmo Georgea Orwella navdihnili članki Garetha Jonesa o veliki lakoti 1932–1933, vendar je to sporno.
Člani mednarodne skupnosti so obsodili sovjetsko vlado zaradi dogodkov v letih 1932–1933. Vendar pa je priznanje ukrajinske lakote kot genocid predmet razprave. Izčrpno kritiko je predstavil Michael Ellman v članku "Stalin and the Soviet Famine of 1932–1933 Revisited", objavljenem v reviji Europe-Asia Studies. Ellman se sklicuje na Konvencijo o genocidu, ki določa, da je genocid uničenje "popolnoma ali delno" nacionalne skupine in "vsa dejanja, storjena z namenom uničenja, v celoti ali delno, nacionalne, etnične, rasne ali verske skupine«. Razlogi za lakoto naj bi bili v industrializaciji in razširjeni kolektivizaciji kmetij, ki je vključevala naraščajoče davke, kvote za dostavo žita in odvzem vse zasebne lastnine. Slednje je naletelo na odpor, na katerega so se odzvali z »uvedbo vse višjih oddajnih kvot in zaplembami živil.« Ker je ljudem po nabavi ostalo premalo hrane, je nastopila lakota. Zato je do lakote prišlo predvsem zaradi politik, ki so bile naklonjene ciljem kolektivizacije in industrializacije, ne pa namernemu poskusu iztradanja Kazahstancev ali Ukrajincev kot ljudstva.
V delu Rdeča lakota: Stalinova vojna proti Ukrajini, dobitnica Pulitzerjeve nagrade Anne Applebaum pravi, da je definicija genocida ZN premajhna zaradi sovjetskega vpliva na Konvencijo o genocidu. Namesto široke definicije, ki bi vključevala sovjetske zločine nad kulaki in Ukrajinci, Applebaum piše, da je genocid "pomenil fizično uničenje celotne etnične skupine, na podoben način kot holokavst. Holodomor ne izpolnjuje tega kriterija... To ni presenetljivo, glede na to, da je Sovjetska zveza delala na tem, da bi preprečila, da bi bili sovjetski zločini, vključno s Holodomorjem, označeni za genocid.« Applebaum še pravi: »Kopičenje dokazov pomeni, da je danes manj pomembno, ali se lakota 1932–1933 priznava za genocid, zločin proti človeštvu ali preprosto dejanje množičnega terorja. Ne glede na definicijo je šlo za grozljiv napad, ki ga je izvedla vlada nad lastnim ljudstvom. Da se je lakota zgodila, da je bila namerna in da je bila del političnega načrta za spodkopavanje ukrajinske identitete, postaja vse bolj sprejeto tako v Ukrajini kot na Zahodu, ne glede na to ali mednarodno sodišče priznava.«